# Theo (dessinateur)
Pour les articles homonymes, voir Théo.
Theo Caneschi dit Theo est un dessinateur de bande dessinée italien, né le 9 juin 1973 à Vinci (Toscane).

## Biographie

### Jeunesse et formations
Theo Caneschi naît en juin 1973 à Vinci, dans la province de Florence, en Toscane de l'Italie. 
Dès 1994, après le baccalauréat, il suit les études artistiques à l'International School of Comics, une école de bande dessinée à Florence. C'est dans la même ville qu'il entre en 1998 dans le studio Inklink, où bon nombre de dessinateurs s'intéressent à la bande dessinée franco-belge comme Luigi Critone. Il y travaille pour des illustrations et des reconstructions historiques pour des musées italiens et européens.

### Carrière de dessinateur
Au cours des années 2000, Theo est contacté par les éditions Delcourt qui cherchent un dessinateur : il est finalement engagé pour la série Le Trône d'argile écrite par les scénaristes Nicolas Jarry et France Richemond.
Tout en continuant cette série sortie en avril 2006, il travaille avec Alejandro Jodorowsky, qui cherche un dessinateur pour son scénario sur la vie du futur pape Jules II. Il signe une première trilogie, Le Pape terrible : « Peut-être le fait qu’il ait réalisé Borgia avec l’un des plus célèbres dessinateurs italiens Milo Manara lui a donné l’idée de confier cette nouvelle série à un autre dessinateur italien. Il se trouve que Jodorowsky a aimé mon travail sur Le Trône d’Argile. Au début de l’année dernière, j’ai donc fait un mini test avec juste des études de personnages. Ça s’est fait si vite que je n’ai pas eu le temps de réaliser la surprise. Et maintenant, je vois mon nom à côté de Jodorowsky, c’est assez incroyable ! ».
Après le décès du dessinateur Philippe Delaby, il le remplace au dessin de la série Murena scénarisée par Jean Dufaux.

## Distinction
- Fête de la BD 2014 : Prix Saint-Michel du meilleur dessin pour le troisième tome Pernicieuse vertu de la série Le Pape terrible[3]